# Jeroglíficos egipcios
Los jeroglíficos egipcios fueron un sistema de escritura inventado por los antiguos egipcios. Fue utilizado desde la época pre-dinástica hasta el siglo IV. Los antiguos egipcios usaron tres tipos básicos de escritura: jeroglífica, hierática y demótica; esta última corresponde al período tardío de Egipto.
La escritura jeroglífica constituyó, posiblemente, el sistema organizado de escritura más antiguo del mundo, y era utilizada principalmente para inscripciones oficiales en las paredes de templos y tumbas. Con el tiempo evolucionó hacia formas más simples, como el hierático, una variante más cursiva que se podía pintar en papiros o placas de barro. Más tarde, y debido a la creciente influencia griega en el Cercano Oriente, la escritura evolucionó hacia el demótico, fase en la que los jeroglíficos primigenios figuran bastante estilizados, produciéndose la inclusión de algunos signos griegos en la escritura.

## Etimología
El término tiene su origen en las palabras griegas ἱερός (hierós) 'sagrado' y γλύφειν (glýphein) 'cincelar, grabar', la traducción griega de las palabras con que los propios egipcios denominaban su sistema de escritura: mdw.w nṯr («Las palabras del dios»). Apenas los sacerdotes, los miembros de la realeza, los altos cargos y los escribas conocían el arte de leer y escribir valiéndose de esas señales "sagradas".
| R8 | S43 | Z3 |

| R8 | S43 | Z3 |

## Historia y evolución
Se estima que la escritura jeroglífica se comenzó a utilizar hacia 3300 a. C., aproximadamente en la misma época en la que surgió la escritura cuneiforme en Mesopotamia. Fue empleada durante más de 3600 años, pues la última inscripción conocida fue grabada el 24 de agosto de 394 y se encuentra en el templo de File.
Durante muchos años se consideró que la muestra más antigua de escritura jeroglífica egipcia era la Paleta de Narmer, encontrada durante unas excavaciones en Hierakonpolis (la moderna Kawm al-Ahmar) en la década de 1890, que fue datada ca. 3200 a. C. Sin embargo, en 1998 en nuevas excavaciones en Abydos fueron halladas muestras de proto-jeroglíficos datados del período Naqada IIIa del siglo XXXIII a. C.
Desde la época del Imperio Antiguo la escritura jeroglífica egipcia fue un sistema en el que se mezclaban logogramas, signos consonánticos (simples, dobles, triples e incluso de cuatro o más consonantes) y determinantes (signos mudos que indicaban a qué familia conceptual pertenece una palabra). A partir de la dinastía XVIII los escribas empezaron a usar cierto número de signos consonánticos dobles silábicos (sȝ, bȝ, kȝ etc.) para transcribir los nombres semíticos o de dicho origen, pero este tipo de escritura quedó exclusivamente restringido a tal ámbito.
Los símbolos eran también figurativos: representaban algo tangible, a menudo fácil de reconocer, incluso para alguien que no conociese el significado del mismo, ya que, para diseñar la escritura jeroglífica, los egipcios se inspiraron en su entorno: objetos de la vida cotidiana, animales, plantas, partes del cuerpo, etc. Durante el Antiguo, Medio y Nuevo Imperio se calcula que existían alrededor de 700 símbolos jeroglíficos, mientras que en la época greco-latina, su número aumentó a más de 6.000.
Los jeroglíficos se grababan en piedra y madera, o bien, en el caso de la escritura hierática y demótica, con cálamo y tinta sobre papiros, ostraca, o soportes menos perdurables.
El empleo de los jeroglíficos grabados se limitaba a los dominios en los que la estética o el valor mágico de las palabras adquirían relevancia: fórmulas de ofrendas, frescos funerarios, textos religiosos, inscripciones oficiales, etc.
La escritura hierática era de grafía más sencilla, reservada a documentos administrativos o privados y generalmente utilizada sobre papiro, ostracon (fragmentos cerámicos) e incluso tablillas de madera. Los egiptólogos las distinguen de los llamados jeroglíficos lineales, que se pintaban sobre los sarcófagos de madera y en los textos del "Libro de los Muertos". Los jeroglíficos lineales conservan el aspecto figurativo de los jeroglíficos grabados, pero los trazos son mucho menos precisos que en estos últimos.
A partir de la época saíta (dinastía XXVI) la escritura hierática fue parcialmente reemplazada por una nueva escritura básica: la demótica. Se trataba de una simplificación extrema de la hierática reservada a las actas administrativas y a los documentos de la vida cotidiana, de ahí su nombre de escritura "popular". La escritura hierática se usará preferentemente para transcribir textos religiosos o sacerdotales, conjuntamente con la escritura jeroglífica, de ahí su nombre de escritura "sacerdotal". En la época ptolemaica el griego se irá imponiendo progresivamente como lengua administrativa: del año 146 a. C. en adelante los contratos escritos exclusivamente en demótico pierden todo valor legal.
El copto es el último estadio de la lengua y escritura egipcias. Aún se emplea en nuestros días, pero solo como lengua litúrgica. Se escribe utilizando el alfabeto griego junto con siete caracteres demóticos para transcribir fonemas no existentes en griego. Aparte de esto, la escritura egipcia no ha sido empleada nunca más para transcribir ninguna lengua moderna.

### Causas del desarrollo del sistema de escritura
Los jeroglíficos reflejaban el lenguaje habitual, aunque con el tiempo fueron usados preferentemente en las representaciones simbólicas de los templos, desestimándose su uso por su clara falta de idoneidad en la escritura cotidiana; hay que tener en cuenta que las necesidades de escritura, ya en el Imperio Antiguo, como eran la contabilidad de insumos, alimentos (por ejemplo: en la dotación de los súbditos empleados en la construcción de templos y pirámides), demandaba multitud de escribas que anotaran cantidades, clasificaciones, etc., y en este proceso de reproducción la escritura jeroglífica resultaba poco práctica. Por esta necesidad, los signos jeroglíficos van derivando en otras grafías, más fácilmente reproducibles con los cálamos de los escribas (este era el instrumento de escritura por excelencia), dando origen a la escritura hierática.
Para la escritura cotidiana se utilizaba el hierático, y así lo evidencia el papiro Rhind, donde consta una muestra del conocimiento matemático de los antiguos egipcios. Los ejemplares que se poseen en la actualidad del denominado "Libro de los Muertos" emplean esta forma de escritura.
La escritura jeroglífica quedó reservada para los monumentos reales, templos, palacios, tumbas, joyas, muebles de la corte, amuletos, etc., por cuestiones no solo estéticas, sino también por su carácter simbólico y mágico, pues grabar el nombre de una persona en jeroglífico implicaba que, cometer un error al escribirlo o el hecho de dañarlo, podría influir en la persona a quien hacía referencia dicho jeroglífico.
El hierático también surge en un periodo donde el lenguaje se ve transformado, ya que de los ideogramas que representaban los primeros jeroglíficos, se pasa a un proceso de conceptualización, para finalmente sintetizar cada símbolo en un sonido. Es muy interesante ver la relación y similitud entre el sistema jeroglífico, el hierático, el hebreo antiguo y el fenicio; de este último es muy simple la relación con el griego.

### Egipto como cuna de la escritura
Los más antiguos documentos de escritura conocidos los descubrió el equipo del Instituto de Arqueología Alemán, dirigido por Günther Dreyer. Son un conjunto de 300 vasijas y tablillas de arcilla encontradas en el enterramiento del soberano predinástico Horus Escorpión I, el año 1996 en Umm el-Qaab, Abidos, datadas mediante carbono-14 de 30 a 3200 a. C.
Están inscritas con caracteres jeroglíficos, incisos o dibujados con tinta, desvelando una verdadera escritura compuesta de signos fonéticos, que informan de los impuestos pagados en especie al rey. Mencionan aceite, lino, etc. y la correspondiente ciudad, no siendo ya la tradicional escritura ideográfica utilizada durante este periodo.
Recientes descubrimientos han encontrado los jeroglíficos monumentales más antiguos en roca en la zona de El Kab que datan de alrededor de hace 5200 años.

### Uso a lo largo del tiempo
Los jeroglíficos fueron usados durante un periodo de más de 3.600 años para escribir la antigua lengua del pueblo egipcio.
Existen inscripciones datadas desde el año 3300 a. C. hasta el 24 de agosto de 394, fecha de la última inscripción jeroglífica conocida, grabada en los muros del templo de Isis en File.
Constituían una escritura monumental y religiosa, porque eran usados en las paredes de los templos y tumbas. También se escribieron en papiros.
Durante los más de tres milenios en los que fueron usados, los egipcios inventaron cerca de 6.900 signos. Un texto escrito en las épocas dinásticas no contenía más de 700 signos, pero hacia el final de esta civilización ya eran usados varios miles de jeroglíficos, lo que complicaba mucho su conocimiento, siendo este uno de los factores que tornaron poco práctico su uso. Justiniano I prohibió los antiguos cultos en Egipto causando su desaparición.

### Desaparición
Con la invasión de diversos pueblos extranjeros a lo largo de su historia, la lengua escrita local se fue alterando, incorporando nuevos elementos. Factores decisivos en la desaparición de los jeroglíficos fueron la introducción de las lenguas griega y latina, producida por la conquista de esos respectivos imperios. También el cristianismo, al negar las religiones politeístas locales, contribuyó para que, hacia el siglo V, el conocimiento de esta escritura se perdiese. Todo lo que estaba relacionado con los antiguos dioses egipcios era considerado pagano, y por lo tanto, prohibido.

### Últimos vestigios

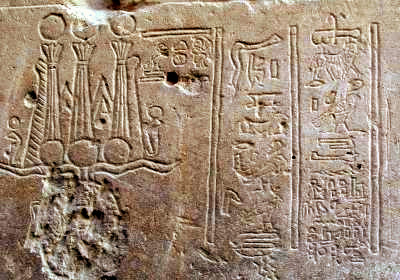
Inscripción de Esmet-Akhom, con los últimos jeroglíficos. File (Egipto).

La última inscripción jeroglífica de la que se tiene constancia fue grabada en los muros de la puerta erigida en la época del emperador Adriano, situada en el recinto del templo del Isis, en File (Egipto). Se grabó el 24 de agosto de 394, pocos años después del cierre de los templos no cristianos ordenado por el emperador Teodosio, y era una invocación al dios kushita Mandulis.

### Desciframiento

#### Piedra de Rosetta

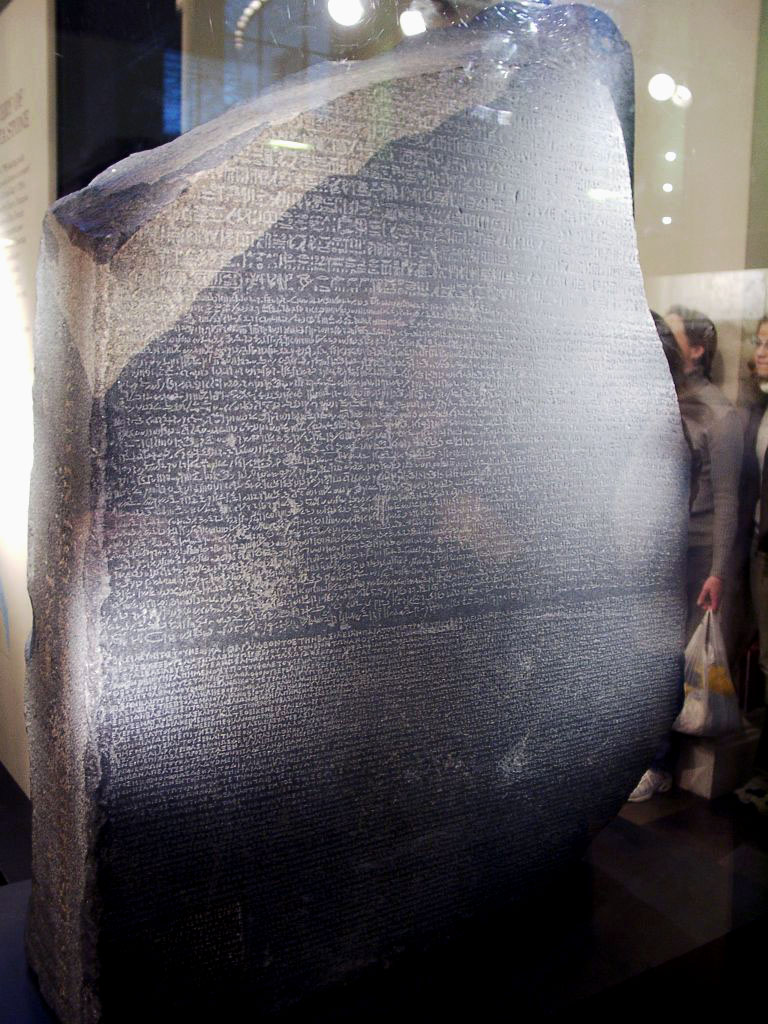
Piedra de Rosetta.

La piedra de Rosetta contiene un texto del Antiguo Egipto escrito en tres versiones, en la parte superior jeroglíficos, en la parte central demótico egipcio y en la parte inferior de la misma griego antiguo. Es un gran bloque de granito, fácilmente confundible con basalto. Este texto fue descubierto en 1799 por la expedición francesa comandada por Napoleón Bonaparte cuando cruzaba la región de Rosetta, en Egipto. Ese texto fue fundamental para descifrar el significado e interpretación de los jeroglíficos egipcios. Esta tarea alcanzó razonable éxito en 1822 con el trabajo de Jean François Champollion, y en 1823 con el aporte de Thomas Young; ambos tenían profundos conocimientos de la lengua griega, lo que aprovecharon para comparar el texto en dicho idioma con la versión en jeroglíficos. El texto en cuestión se refiere a un decreto de Ptolomeo V Epífanes, del Egipto ptolemaico. Hoy la piedra se encuentra en el Museo Británico, en Londres, ya que fue cedida por los franceses a las autoridades militares británicas en 1801, por el Tratado de Capitulación.

#### Carrera del desciframiento
El desciframiento del sistema de escritura de los jeroglíficos egipcios es generalmente atribuido a Jean François Champollion, llamado "Padre de la Egiptología". Nacido en Francia en 1790, desde muy joven Champollion mostró un gran interés por los estudios de las lenguas orientales, y a los 16 años ya conocía el hebreo, el árabe, el persa, el chino y varias otras lenguas asiáticas.
Concluyó que el copto, la lengua hablada por los cristianos egipcios todavía existentes, correspondía al último estadio de la antigua lengua egipcia. Esta fue su gran ventaja sobre el médico inglés Thomas Young, que también se encontraba investigando el significado de los jeroglíficos, aunque con menos éxito.
Inicialmente Champollion estaba convencido, al igual que Young, de que los jeroglíficos eran puramente simbólicos, sin ningún valor fonético. Sin embargo, después de estudiar varias inscripciones jeroglíficas con nombres reales, tales como el obelisco de Bankes y la Piedra de Rosetta, Champollion finalmente descubrió que muchos jeroglíficos poseían diversos valores: «Es un sistema complejo, una escritura al mismo tiempo figurativa, simbólica y fonética, en un mismo texto, una misma frase, prácticamente casi diría en una misma palabra».
El estudio de la antigua lengua egipcia, vinculada a los jeroglíficos egipcios, avanzó bastante durante el siglo XX, con el trabajo de lingüistas como Sir Alan Gardiner y Hans Jakob Polotsky, que permitieron una mejor comprensión de la gramática y del sistema verbal.

## Sistema de escritura
Es un sistema complejo, una escritura al mismo tiempo figurativa, simbólica y fonética, en un mismo texto, una misma frase, prácticamente casi diría en una misma palabra.
Jean-François Champollion

### Sentido de lectura
La escritura jeroglífica podía escribirse en líneas o columnas, tanto de izquierda a derecha, como de derecha a izquierda. Para identificar el sentido de lectura de un determinado texto, se debe observar el de los signos que representan animales.
De esta forma, el texto
|             |    |     |
| \| \| \| \| |    |     |
|             |    |     |
| ra          | mn | xpr |

| ra | mn | xpr |

|                |          |     |     |
| \| \| \| \| \| |          |     |     |
|                |          |     |     |
| G26            | F31s · z | nfr | xpr |

| G26 | F31s · z | nfr | xpr |

|             |    |     |
| \| \| \| \| |    |     |
|             |    |     |
| ra          | mn | xpr |

| ra | mn | xpr |

|                |          |     |     |
| \| \| \| \| \| |          |     |     |
|                |          |     |     |
| G26            | F31s · z | nfr | xpr |

| G26 | F31s · z | nfr | xpr |

debe leerse de izquierda a derecha, dado que los signos como el hacha sagrada, el ojo, y las aves miran hacia la izquierda.
Los signos, aún, eran agrupados dentro de bloques imaginarios de forma que construían un conjunto armonioso con la escritura de los jeroglíficos. En un texto, los signos superiores son siempre leídos antes que los inferiores.
De esta forma, el texto
| nTr | nfr | nb · Z1 | tA · tA | nb · ir · x · t |

debe ser leído en este orden:
| nTr | nfr | nb | Z1 | tA | tA | nb | ir | x | t |

De acuerdo con James P. Allen, esta flexibilidad de dirección de lectura permitía hacer inscripciones simétricas, aunque lo más común era verlo de derecha a izquierda. La norma es, por tanto, leer a través de los signos, es decir, dependiendo de la dirección de los caracteres como lo podemos ver en el siguiente ejemplo: en el primero se lee de izquierda a derecha y el segundo de derecha a izquierda. Hay veces que no se sigue la regla.  Este fenómeno es conocido como inscripción retrógrado, que se suele observar, sobre todo, en textos de carácter religioso.
| U23 | D21 | O24 | G17 · D36 | I9 | G1 | V31 · X1 | N33 · Z2 |

| N33 · Z2 | V31 · X1 | G1 | I9 | G17 · D36 | O24 | D21 | U23 |

#### Organización de jeroglíficos
En la escritura jeroglífica es importante la organización de estos en grupos en función de la forma y el tamaño de estos. Estos se clasifican en 3 grupos:
- Altos: por lo general se colocan solos en la escritura, uno tras otro. Algunas veces se representa junto con un signo plano, el signo alto encima, reduciendo un poco el tamaño, y el plano abajo.| A1 | A2 | B1 · T | B2 | C1 | C2 |
- Planos: por lo general, se organiza en grupos cuadrados o rectangulares. Cuando tiene que aparecer, solo se coloca de forma centrada. Además, cuando se combinan formas diferentes, se coloca de forma centrada.| U16 · U15 | U14 · T1 · T | T9 · U23 | T10 |
- Pequeños: al igual que los planos, también se organiza en grupos rectangulares. Cuando aparece centrado, se coloca alineado en el centro y también se aplica cuando son diferentes formas.| N9 · N5 | X1 · X2 · X3 | D1 · T1 | D2 |

Es relevante tener en cuenta que los egipcios escriben de forma encadenada, es decir, sin espacios, y carente de cualquier signo como puntos o comas. Por lo consiguiente, es necesaria cierta experiencia para poder leerlo e interpretarlo correctamente. Un ejemplo que pone James P. Allen, «Esto hace que las inscripciones jeroglíficos sean difíciles de leer al principio, pero con la práctica se hará más fácil ver las palabras en lugar de cadenas de signos aligualquepuedesleerestacadenadeletrasporquesabesespañol».

### Tipos de signos
Los signos jeroglíficos egipcios han sido divididos en ideogramas y fonogramas.

#### Ideogramas
| pr |

| pr |

| O49 |

| O49 |

| Ab | b | Dw · Z1 | O49 |

| Ab | b | Dw · Z1 | O49 |

| \| \| | z · G39 | w | t · O49 |
|       |         |   |         |

|  |

| \| \| | z · G39 | w | t · O49 |
|       |         |   |         |

|  |

| O49 |

| O49 |

|          |         |
| \| \| \| |         |
|          |         |
| nbw · kA | kA · kA |

| nbw · kA | kA · kA |

|          |         |
| \| \| \| |         |
|          |         |
| nbw · kA | kA · kA |

| nbw · kA | kA · kA |

|          |         |
| \| \| \| |         |
|          |         |
| nbw · kA | kA · kA |

| nbw · kA | kA · kA |

|          |         |
| \| \| \| |         |
|          |         |
| nbw · kA | kA · kA |

| nbw · kA | kA · kA |

#### Fonogramas
En egipcio antiguo los fonogramas podían ser de varios tipos:
- unilíteros, o alfabéticos: cuando cada signo representa un sonido. Estos son los signos que forman el llamado “alfabeto” egipcio.
- bilíteros, cuando un signo representa dos sonidos. Por ejemplo, wr | wr |, pr | pr |;
- trilíteros, cuando un signo representa tres sonidos. Como, por ejemplo, anḫ | anx |, nṯr | nTr |, nfr | nfr |;[12]
- con más de tres consonantes. Por ejemplo, mȝˁ t (maat) | C10 |, špsy (shepesy)  | A51 |, ḏḥty (dyehuty)  | G26 |.

La escritura egipcia no representaba vocales, solo consonantes y semivocales. A partir del periodo ptolemaico algunos signos fueron adaptados para representar las vocales de los nombres de los gobernantes extranjeros (como Cleopatra y Ptolomeo, que eran nombres griegos).
Jeroglíficos unilíteros
Jeroglíficos unilíteros (de un sonido)
| A |

| A |

| i |

| i |

| i | i |

| i | i |

| y |

| y |

| a |

| a |

| w |

| w |

| W |

| W |

| b |

| b |

| p |

| p |

| f |

| f |

| m |

| m |

| n |

| n |

| r |

| r |

| h |

| h |

| H |

| H |

| X |

| X |

| x |

| x |

| s |

| s |

| z |

| z |

| S |

| S |

| q |

| q |

| k |

| k |

| g |

| g |

| t |

| t |

| T |

| T |

| d |

| d |

| D |

| D |

Jeroglíficos bilíteros
Se denominan biconsonánticos (o bilíteros) aquellos jeroglíficos cuya transliteración contiene dos consonantes. Estos son los más comunes ordenados alfabéticamente:
|  |

|  |

|  |

|  |

|  |

|  |

|  |

|  |

|  |

|  |

|  |

|  |

|  |

|  |

|  |

|  |

|  |

|  |

|  |

|  |

|  |

|  |

|  |

|  |

|  |

|  |

|  |

|  |

|  |

|  |

|  |

|  |

|  |

|  |

|  |

|  |

|  |

|  |

|  |

|  |

|  |

|  |

|  |

|  |

|  |

|  |

|  |

|  |

|  |

|  |

|  |

|  |

|  |

|  |

|  |

|  |

|  |

|  |

|  |

|  |

|  |

|  |

|  |

|  |

|  |

|  |

|  |

|  |

|  |

|  |

|  |

|  |

|  |

|  |

|  |

|  |

|  |

|  |

|  |

|  |

|  |

|  |

|  |

|  |

|  |

|  |

|  |

|  |

|  |

|  |

|  |

|  |

|  |

|  |

|  |

|  |

|  |

|  |

|  |

|  |

|  |

|  |

|  |

|  |

|  |

|  |

|  |

|  |

|  |

|  |

|  |

|  |

|  |

|  |

|  |

|  |

|  |

|  |

|  |

|  |

|  |

|  |

|  |

|  |

|  |

|  |

|  |

|  |

|  |

|  |

|  |

|  |

|  |

|  |

|  |

|  |

|  |

|  |

|  |

|  |

|  |

|  |

|  |

|  |

|  |

|  |

|  |

|  |

|  |

|  |

|  |

|  |

|  |

|  |

|  |

|  |

|  |

|  |

|  |

|  |

|  |

|  |

|  |

|  |

|  |

|  |

|  |

|  |

|  |

|  |

|  |

|  |

|  |

|  |

|  |

|  |

|  |

|  |

|  |

|  |

|  |

|  |

|  |

|  |

|  |

|  |

|  |

|  |

|  |

|  |

|  |

|  |

|  |

|  |

|  |

|  |

|  |

|  |

|  |

|  |

|  |

|  |

|  |

|  |

|  |

|  |

|  |

|  |

|  |

|  |

|  |

|  |

|  |

|  |

|  |

|  |

|  |

|  |

|  |

|  |

|  |

|  |

|  |

|  |

Normalmente a cada jeroglífico se le asigna un valor fonético, aunque algunos tienen más de uno. Además, algunos sonidos se pueden representar con diversos jeroglíficos; así, podían ser representados algunos sonidos de las siguientes maneras:
|  |

|  |

|  |

|  |

|  |

|  |

|  |

|  |

|  |

|  |

|  |

|  |

|  |

|  |

|  |

|  |

|  |

|  |

|  |

|  |

|  |

|  |

|  |

|  |

|  |

|  |

|  |

|  |

|  |

|  |

|  |

|  |

|  |

|  |

|  |

|  |

|  |

|  |

|  |

|  |

|  |

|  |

|  |

|  |

|  |

|  |

|  |

|  |

|  |

|  |

|  |

|  |

Jeroglíficos trilíteros
Se denominan triconsonánticos (o trilíteros) a los jeroglíficos cuya transliteración contiene tres sonidos (consonantes). 
Estos son los jeroglíficos más comunes:
|  |

|  |

|  |

|  |

|  |

|  |

|  |

|  |

|  |

|  |

|  |

|  |

|  |

|  |

|  |

|  |

|  |

|  |

|  |

|  |

|  |

|  |

|  |

|  |

|  |

|  |

|  |

|  |

|  |

|  |

|  |

|  |

|  |

|  |

|  |

|  |

|  |

|  |

|  |

|  |

|  |

|  |

|  |

|  |

|  |

|  |

|  |

|  |

|  |

|  |

|  |

|  |

|  |

|  |

|  |

|  |

|  |

|  |

|  |

|  |

|  |

|  |

|  |

|  |

|  |

|  |

|  |

|  |

|  |

|  |

|  |

|  |

|  |

|  |

|  |

|  |

|  |

|  |

|  |

|  |

|  |

|  |

|  |

|  |

|  |

|  |

|  |

|  |

|  |

|  |

|  |

|  |

|  |

|  |

|  |

|  |

|  |

|  |

|  |

|  |

|  |

|  |

|  |

|  |

|  |

|  |

|  |

|  |

|  |

|  |

|  |

|  |

Jeroglíficos con más de tres consonantes
Estos son los jeroglíficos más comunes cuya transliteración contiene más de tres sonidos consonantes:
|  |

|  |

|  |

|  |

|  |

|  |

|  |

|  |

|  |

|  |

|  |

|  |

|  |

|  |

|  |

|  |

|  |

|  |

|  |

|  |

|  |

|  |

|  |

|  |

|  |

|  |

|  |

|  |

|  |

|  |

|  |

|  |

|  |

|  |

|  |

|  |

|  |

|  |

|  |

|  |

|  |

|  |

|  |

|  |

|  |

|  |

|  |

|  |

|  |

|  |

|  |

|  |

|  |

|  |

|  |

|  |

|  |

|  |

|  |

|  |

|  |

|  |

|  |

|  |

|  |

|  |

|  |

|  |

|  |

|  |

|  |

|  |

|  |

|  |

|  |

|  |

|  |

|  |

|  |

|  |

|  |

|  |

|  |

|  |

|  |

|  |

|  |

|  |

|  |

|  |

|  |

|  |

|  |

|  |

|  |

|  |

|  |

|  |

|  |

|  |

|  |

|  |

|  |

|  |

|  |

|  |

|  |

|  |

|  |

|  |

|  |

|  |

|  |

|  |

|  |

|  |

|  |

|  |

|  |

|  |

|  |

|  |

|  |

|  |

|  |

|  |

|  |

|  |

### Ortografía
La ortografía en los jeroglíficos es mucho más relajada que los idiomas modernos. De hecho, existen una o más variantes para casi todas las palabras. Se pueden encontrar:
- Redundancias.
- Omisión de grafemas, que son ignorados sin importar si son intencionados.
- Sustitución de un grafema por otro, de forma que es imposible distinguir un "error" de una "ortografía alternativa".
- Errores de omisión en el dibujado de signos, que son más problemáticos cuando la escritura es cursiva, pero especialmente en demotico, cuando la esquematización de los signos es extrema.

Sin embargo muchos de estos aparentes errores de ortografía constituyen un problema de cronología. La ortografía y los estándares han variado con el tiempo, por lo que la escritura de una palabra durante el Imperio Antiguo puede ser considerablemente diferente a la del Imperio Nuevo. Además los egipcios estaban perfectamente satisfechos con incluir vieja ortografía dentro de nuevas prácticas, tal y como es aceptable en español usar ortografías arcaicas en textos modernos. La mayoría de las veces, "errores de ortografía" antiguos son simplemente malinterpretaciones de contexto. Hoy en día los expertos usan multitud de sistemas de catalogación para clarificar la presencia de determinantes, ideogramas, y otros signos ambiguos en sus transliteraciones.

### Vocalización
La ausencia general de anotación de vocales supone que nuestra moderna transcripción representa solamente el esqueleto consonántico de las palabras egipcias. Muchas de ellas son, tal como están, impronunciables prácticamente. Por tanto como ayuda a la pronunciación, en discusiones, conferencias, docencia, los egiptólogos insertan una "e" entre las consonantes y pronuncian 3 y c  como "a". Así, por ejemplo:
s3 (sa)  wrs (weres)  cdc (adja)

Los glifos en este cartucho se transliteran como:
| p t | "ua" | l m | y (ii) s |  |  | Ptolmys |

pero como ii se considera una única letra se translitera como y.
Otra forma en que funcionan los jeroglíficos se ilustra con las dos palabras egipcias pronunciadas pr (normalmente vocalizadas como per). Una palabra es 'casa', y su representación jeroglífica es como sigue;
| pr · Z1 |

Aquí el jeroglífico 'casa' funciona como un logograma: representa la palabra con un único signo. La marca vertical debajo de jeroglífico es una forma común de indicar que ese glifo funciona como un logograma.
Otra palabra 'pr es el verbo 'salir, marchar'. Cuando se escribe esta palabra, el jeroglífico 'casa' se usa como un símbolo fonético:
| pr · r | D54 |

Aquí el glifo 'casa' significa las consonantes pr. El glifo 'boca' debajo de ella es un complemento fonético: se lee como r, reforzando la lectura fonética de pr. El tercer jeroglifo es un determinativo: es un ideograma para verbos de movimiento que le da la lector una idea del significado de la palabra.

### Otro ejemplo
| S43 | D | i · n | ir · st · A40 | sw | N41 · t | wr&r&t |

| S43 | D | i · n | ir · st · A40 | sw | N41 · t | wr&r&t |

| x · r | ir · st · A40 |

| x · r | ir · st · A40 |

|                         |   |     |   |     |       |         |
| \| \| \| \| \| \| \| \| |   |     |   |     |       |         |
|                         |   |     |   |     |       |         |
| mwt                     | t | nfr | i | t&r | y · n | N36 · t |

| mwt | t | nfr | i | t&r | y · n | N36 · t |

|                         |   |     |   |     |       |         |
| \| \| \| \| \| \| \| \| |   |     |   |     |       |         |
|                         |   |     |   |     |       |         |
| mwt                     | t | nfr | i | t&r | y · n | N36 · t |

| mwt | t | nfr | i | t&r | y · n | N36 · t |

|                         |   |     |   |     |       |         |
| \| \| \| \| \| \| \| \| |   |     |   |     |       |         |
|                         |   |     |   |     |       |         |
| mwt                     | t | nfr | i | t&r | y · n | N36 · t |

| mwt | t | nfr | i | t&r | y · n | N36 · t |

|                         |   |     |   |     |       |         |
| \| \| \| \| \| \| \| \| |   |     |   |     |       |         |
|                         |   |     |   |     |       |         |
| mwt                     | t | nfr | i | t&r | y · n | N36 · t |

| mwt | t | nfr | i | t&r | y · n | N36 · t |

| Aa11 · P8H |

| Aa11 · P8H |

## Los escribas
Es un error afirmar que la escritura estaba circunscrita solamente a las castas sacerdotales, olvidándose de una institución fundamental en todo el Antiguo Egipto: los escribas.
Ser escriba era la aspiración de cualquier egipcio de ascendencia humilde, pues tenía más importancia que la carrera militar. De hecho, no había posibilidad de acceso a una posición elevada en el gobierno para aquella persona que no hubiera sido escriba.
La vida del Antiguo Egipto discurría alrededor del escriba; este era quien anotaba el nivel de las crecidas del Nilo (esencial para la seguridad alimenticia de la población), quien consignaba el estado de los canales y diques (fundamentales para conservar y encauzar el agua después de la época de inundación), el acopio de los graneros, etc.

## Codificación digital
Los jeroglíficos egipcios se añadieron al estándar Unicode en octubre de 2009, con el lanzamiento de la versión 5.2, como los "Jeroglifos egipcios" (U+13000–U+1342F) bloque con 1.070 caracteres definidos.
Hasta julio de 2013 se han añadido cuatro fuentes de jeroglíficos egipcios, "Aegyptus ", NewGardiner.ttf, Noto Egyptian Hieroglyphs y JSeshFont.
Otra fuente, "Segoe UI Historic", se encuentra incluida en Windows 10 y contiene el bloque completo de jeroglifos egipcios así como otras escrituras históricas como la cuneiforme.